# Trimetilammina deidrogenasi
La trimetilammina deidrogenasi è un enzima appartenente alla classe delle ossidoreduttasi, che catalizza la seguente reazione:
trimetilammina + H2O + flavoproteina che trasferisce elettroni ⇄ dimetilammina + formaldeide + flavoproteina che trasferisce elettroni ridotta
Un certo numero di derivati alchil-sostituiti della trimetilammina possono agire come donatori di elettroni; il fenazina metosulfato e il 2,6-dicloroindofenolo possono agire come accettori di elettroni. L'enzima contiene FAD ed un centro [4Fe-4S].